# Джуссано
Джуссано (італ. Giussano) — муніципалітет в Італії, у регіоні Ломбардія,  провінція Монца і Бріанца.
Джуссано розташоване на відстані близько 500 км на північний захід від Рима, 27 км на північ від Мілана, 14 км на північ від Монци.
Населення — 25 491 особа (2014).
Щорічний фестиваль відбувається 1ª неділі жовтня. Покровитель — Филип.

## Демографія
Населення за роками:

Станом на 1 січня 2023 року в муніципалітеті офіційно проживало 1849 іноземців з 71 країни, серед них 497 громадян країн Євросоюзу та 135 громадян України.

## Сусідні муніципалітети
- Арозіо
- Бріоско
- Карате-Бріанца
- Каруго
- Інвериго
- Маріано-Коменсе
- Сереньо
- Верано-Бріанца